# Pro/Engineer
A Pro/ENGINEER, rövidítve gyakran ProE vagy Pro/E a Parametric Technology Corporation (PTC) 3D-s parametrikus gépészeti tervező rendszere, mely UNIX-platformokon, Linux és Windows rendszereken működik. Újabb verziói PTC Creo néven kerülnek kiadásra.
Az 1980-as évek közepétől egyértelművé vált, hogy a hagyományos gépészeti számítógépes tervezőrendszerek elérkeztek lehetőségeik végéhez. A PTCt a Computervision cégtől kivált fejlesztőgárda hívta életre 1985-ben, miután a Computervision vezetősége nem merte megkockáztatni az általuk kidolgozott, a számítógépes gépészeti tervezést teljesen új alapokra helyező parametrikus elv gyakorlati megvalósítását. A PTC hároméves fejlesztő munka után piacra dobta a Pro/ENGINEER-t, a világ első 3. generációs CAD/CAM/CAE szoftvercsomagját, amely ötvözte a régi rendszerekben felhalmozódott tapasztalatokat, valamint a legkorszerűbb algoritmusokat és elveket anélkül, hogy a lefele kompatibilitás nehéz terhét kellett volna viselnie. Az azóta eltelt idő bebizonyította az új technológia jelentőségét és valamennyi nagy szoftvergyártó kifejlesztette saját, hasonló elvekre épülő rendszerét (IBM - CATIA, Unigraphics - I-DEAS, stb.).
A PTC saját rendkívül intenzív fejlesztéseinek köszönhetően folyamatosan korszerűsítette és bővítette rendszerét, és napjainkban – teljesen megújult felhasználói felülettel – a 32. verziót, a Pro/ENGINEER Creo R4.0-t kínálja a felhasználóknak. Ez a korábbi Wildfiret váltotta fel. A több mint kéttucatnyi szakmaspecifikus kiegészítő modul révén valamennyi gépészmérnöki fejlesztő tevékenységre (pl. lemeztervezés, hegesztett szerkezet tervezés, fröccsöntés, csővezeték hálózat tervezés, kábelezés tervezés, NC technológia, ipari formatervezés, kinematikai-, dinamikai-, termikus-, végeselemesanalízis, termékadatbázis kezelés, stb.) egységes szoftverkörnyezetben biztosít egyenletesen magas színvonalú integrált szoftver megoldást, adat duplikáció és szoftverkomponens illesztési problémák nélkül.
Az új technológia három legalapvetőbb tulajdonsága:
- Parametrikus elv
- Intelligens mérnöki építőelemekből való modellalkotás
- Teljes asszociativitás.

A szoftver egy speciális nevezési módszertant használ és nem megengedettek a különleges karakterek, például ä, ö, é, ő, ł, Đ, valamint a szóköz sem.

## Főbb funkciók
Terméktervezés
- Testmodellezés
- Felületmodellezés
- Lemezalkatrész tervezés
- Összeállítás

Dokumentáció
- Műhelyrajz
- Összeállítási rajz

Vizsgálatok
- Végeselem szilárdsági analízis
- Áramlási szimuláció
- Hőtechnikai szimuláció

Gyártás
- CNC szerszámpálya generálás

## Verziótörténet
| Verzió                                        | Kiadás éve |
| --------------------------------------------- | ---------- |
| Release 7                                     | 1991       |
| Release 8                                     | ...        |
| Release 9                                     |            |
| Release 10                                    |            |
| Release 11                                    |            |
| Release 12                                    | 1994       |
| Release 13                                    | 1995       |
| Release 14                                    | 1996       |
| Release 15                                    |            |
| Release 16                                    |            |
| Release 17                                    |            |
| Release 18                                    |            |
| Release 19                                    | -          |
| Release 20                                    | -          |
| Pro/ENGINEER 2000i                            | 2000       |
| Pro/ENGINEER 2000i2                           | 2001       |
| Pro/ENGINEER 2001                             | 2001       |
| Pro/ENGINEER Wildfire 1.0                     | 2002       |
| Pro/ENGINEER Wildfire 2.0                     | 2004       |
| Pro/ENGINEER Wildfire 3.0                     | 2006       |
| Pro/ENGINEER Wildfire 4.0                     | 2008       |
| Creo Elements/Pro (Pro/ENGINEER Wildfire 5.0) | 2009       |
| Creo R1.0                                     | 2011       |
| Creo R2.0                                     | 2012       |
| Creo R3.0                                     | 2014       |
| Creo R4.0                                     | 2015       |
| Creo R5.0                                     | 2018       |
| Creo R6.0                                     | 2019       |
| Creo R7.0                                     | 2020       |
| Creo R8.0                                     | 2021       |
| Creo R9.0                                     | 2022       |
| Creo R10.0                                    | 2023       |
| Creo R11.0                                    | 2024       |

## Külső hivatkozások
- Pro/ENGINEER a PTC honlapján
- PROE.lap.hu - linkgyűjtemény